# Bukowy Las
Bukowy Las (prononciation : [buˈkɔvɨ ˈlas]) est un village polonais de la gmina de Dominowo dans le powiat de Środa Wielkopolska de la voïvodie de Grande-Pologne dans le centre-ouest de la Pologne.
Il se situe à environ 10 kilomètres à l'est de Dominowo (siège de la gmina), à 14 kilomètres à l'est de Środa Wielkopolska (siège du powiat) et à 42 kilomètres à l'est de Poznań (capitale régionale).

## Histoire
De 1975 à 1998, le village faisait partie du territoire de la voïvodie de Poznań.

Depuis 1999, Bukowy Las est situé dans la voïvodie de Grande-Pologne.
Le village possède une population de 90 habitants en 2006.